# Mangalița

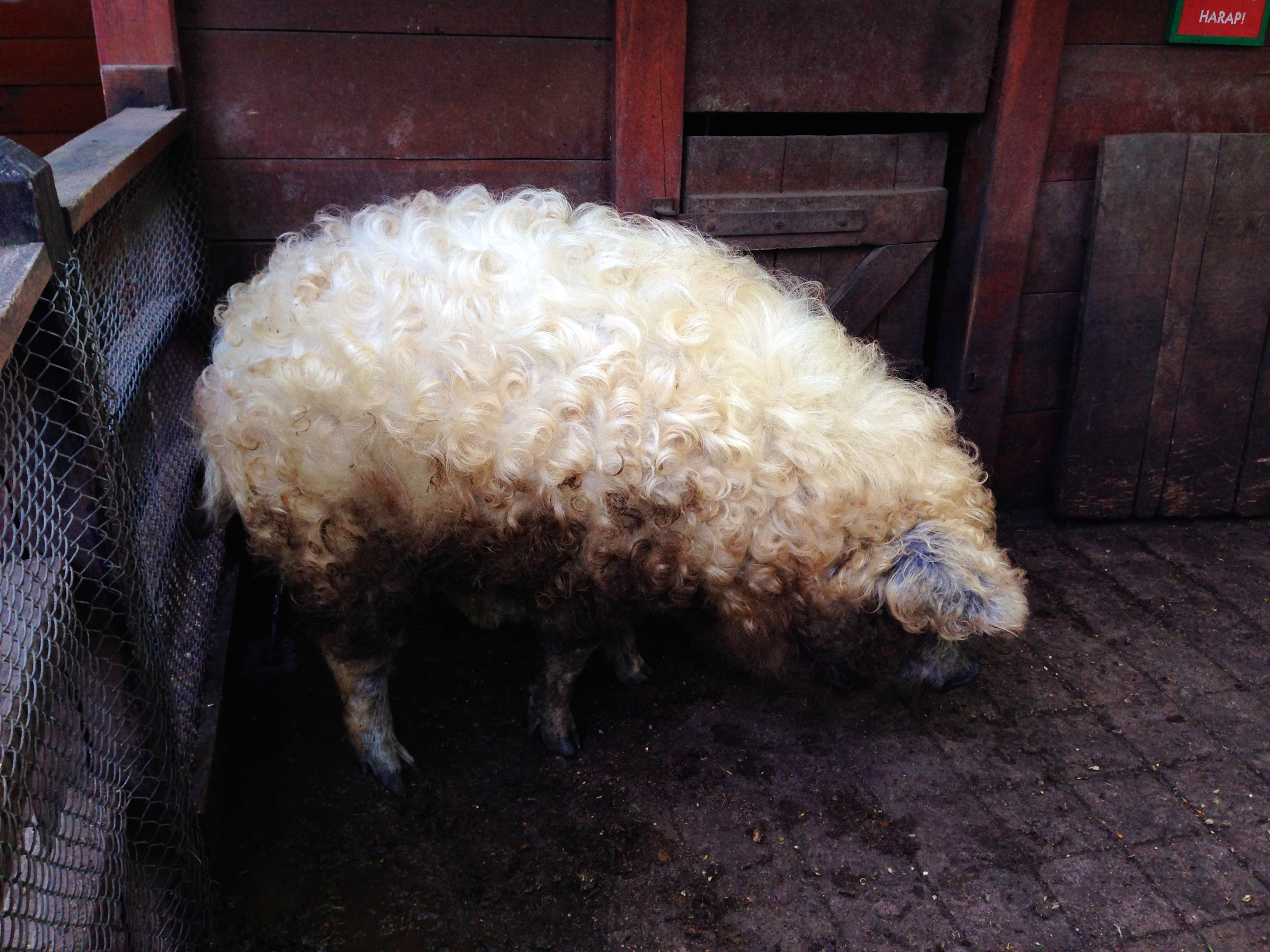
Porc creț „mangaliță” la grădina zoologică din Budapesta

Rasa de porc domestic Mangalița este de proveniență sârbă și maghiară. Ea este protejată de lege în Ungaria și considerată ca făcând parte din patrimoniul național maghiar.

## Formare și caracteristici
Rasa Mangalița a fost obținută prin încrucișarea porcului sârbesc de Șumandia, de talie mare, cu părul lung și creț, cu diferite rase porcine domestice din regiunea Salontei și a munților Bakony și cu porci mistreți, la sfârșitul secolul XVIII. Este o rasă specializată pentru producția de grăsime. Are cinci varietăți: blondă, roșie, neagră, cu „abdomen de rândunică” și „bariș”. 
Sunt animale de talie mare, cu corpul relativ scurt și bondoc, acoperit cu păr ondulat sau creț și cu subpăr foarte des. Capul este relativ mic, cu urechi potrivit de mari și semiblegi. Gâtul este scurt, gros și musculos. Trunchiul este masiv, cu aspect de butoi (linia spinării ușor convexă, iar cea a abdomenului lăsată). Șuncile posterioare sunt slab dezvoltate.
Prolificitatea este redusă, între 5-6 purcei la fătare, iar scroafele, pe lângă capacitatea de alăptare slabă, prezintă un instinct matern slab conturat.
Este o rasă semiprecoce, însă carcasele sunt cele mai corespunzătoare pentru prepararea salamului de Sibiu.

## Creștere
În Ardeal se crește de peste 160-200 de ani. În general, se crește în efective reduse, în gospodăriile populației, dar și în unități de stat, din vestul și centrul țării și mai rar în sud-est (județul Tulcea).
Mangalița nu este pretențioasă la hrană, mulțumindu-se cu pășunea, ghinda de stejar, rădăcini și unele fructe de pădure, dar reacționând pozitiv la suplimentarea hranei cu concentrate. Varietatea blondă posedă un grad ceva mai ridicat de ameliorare, față de celelalte varietăți. A fost mult apreciată de localnici pentru calitatea cărnii și în special a slăninei.